# Спурт
Спурт (англ. spurt — рывок) — тактический приём, резкое кратковременное увеличение темпа движения в скоростных видах спорта (бег, гребля, велогонка и др.), а также его численная характеристика (например, в автоспорте фраза «спурт 80-120 5 секунд» означает способность транспортного средства увеличить скорость с 80 до 120 км/ч за 5 секунд). Обычно практикуется на финишной дистанции (финишный спурт).